# Kabinet-Göring
Het Kabinet-Göring was de Pruisische regering vanaf 11 april 1933 die onder leiding stond van Hermann Göring. 
Na de machtsovername van de nazi's op 30 januari 1933 en de vorming van het Kabinet-Hitler, kreeg Göring het ambt van Minister van Binnenlandse Zaken toegewezen. Toen de nazi's op 23 maart 1933 door middel van de Machtigingswet de dictatoriale macht in Duitsland hadden verkregen en Franz von Papen werd afgezet als minister-president van Pruisen, werd Göring naar voren geschoven als nieuwe leider van Pruisen. Het kabinet bleef officieel aan tot het einde van de Tweede Wereldoorlog, maar Göring werd al op 23 april 1945 door Hitler uit al zijn functies ontheven.
| Ministerie                                          | Naam | Partij                            |
| --------------------------------------------------- | --- | --------------------------------- |
| Minister-President                                  | Hermann Göring | NSDAP                             |
| Binnenlandse Zaken                                  | Hermann Göring tot 1 mei 1934 Wilhelm Frick tot 24 augustus 1943 Heinrich Himmler                                                                               | NSDAP                             |
| Justitie tot 4 december 1934                        | Hanns Kerrl tot 16 juni 1934 Franz Gürtner | NSDAP partijloos                  |
| Financiën tot 7 september 1944                      | Dr. Johannes Popitz | partijloos                        |
| Economische Zaken                                   | Dr. Alfred Hugenberg tot 30 juni 1933 Dr. Kurt Schmitt tot 3 augustus 1934 Hjalmar Schacht tot 26 november 1937 Hermann Göring tot 5 februari 1938 Walther Funk | DNVP NSDAP partijloos NSDAP NSDAP |
| Landbouw                                            | Dr. Alfred Hugenberg tot 30 juni 1933 Richard Walther Darré | DNVP NSDAP                        |
| Onderwijs                                           | Bernhard Rust | NSDAP                             |
| zonder portefeuille 16 juni 1934 - 13 december 1941 | Hanns Kerrl | NSDAP                             |